# Cyclopera bucephalidia
Cyclopera bucephalidia är en fjärilsart som beskrevs av George Francis Hampson 1902. Cyclopera bucephalidia ingår i släktet Cyclopera och familjen nattflyn. Inga underarter finns listade i Catalogue of Life.